# NGC 1663
NGC 1663 est un amas ouvert situé dans la constellation d'Orion. Il a été découvert par l'astronome germano-britannique William Herschel en 1784.
NGC 1663 est situé à environ 700 pc (∼2 280 al) du système solaire et les dernières estimations donnent un âge de 2,0 milliards d'années. Le diamètre apparent de l'amas est de 9,0 minutes d'arc, ce qui, compte tenu de la distance, donne un diamètre réel d'environ 6,0 années-lumière.
Selon la classification des amas ouverts de Robert Trumpler, cet amas renferme moins de 50 étoiles (lettre p) dont la concentration est faible (IV) et dont les magnitudes se répartissent sur un intervalle moyen (le chiffre 2).